# Walter Bright
Walter Bright (c. 1957) é um programador. Sua criação mais conhecida é a linguagem de programação D.
Também é conhecido pelo jogo de computador Empire, um dos primeiros jogos de estratégia, escritos entre 1971 e 1977 em um PDP-10.

## Biografia
Walter Bright é o criador da primeira implementação da linguagem de programação D e tem implementado compiladores para outras linguagens. É considerado um perito em diversas áreas relacionadas à tecnologia de compiladores.
Walter escreve frequentemente artigos científicos sobre programação e compiladores para revistas e como blog para o Dr. Dobb's. Também ministra cursos em técnicas de programação de compiladores.
É graduado pela Caltech no ano de 1979 com um B.S. em engenharia mecânica.